# Paolo Pedretti
Paolo Pedretti (Orsenigo, 21 dicembre 1906 – Tavernerio, 22 febbraio 1983) è stato un ciclista su strada e pistard italiano.
Attivo dal 1929 al 1936, nel 1932 a Los Angeles vinse la medaglia d'oro olimpica nell'inseguimento a squadre in quartetto con Marco Cimatti, Nino Borsari e Alberto Ghilardi. 
A Paolo Pedretti è intitolata la palestra comunale di Albese con Cassano, in provincia di Como. 

## Palmarès

### Pista
- 1932

Giochi olimpici, Inseguimento a squadre (con Marco Cimatti, Nino Borsari e Alberto Ghilardi)